# Yvonne Haug
Yvonne Haug (* 22. Dezember 1966 in Berlin) ist eine ehemalige deutsche Kunstturnerin sowie jeweils zweifache Weltmeisterin in den Altersklassen 40+ und 50+ im Pole Sport und Halterin des Weltrekords in der Klasse 50+ mit 55,6 Punkten (2017) sowie zweifache Weltmeisterin und Weltrekordhalterin in Artistic Pole. Haug turnte für den OSC Berlin. Sie wurde 1982 und 1983 Deutsche Meisterin im Kunstturnen und war eine der wenigen westdeutschen Kunstturnerinnen, die zur Weltklasse zählten.

## Leben
Yvonne Haug begann als Achtjährige mit dem leistungsbezogenen Turnen, als sie dem OSC Berlin und seiner bekannten „Amselriege“ beitrat. Bei ihrem ersten Start in der Deutschen Meisterschaft (Schülerinnen) im November 1977 in Nienburg/Weser belegte sie, als jüngste von allen Teilnehmerinnen, den 14. Platz im Mehrkampf. Der erste größere Erfolg war 1979 die Deutsche Meisterschaft in der Schülerinnenklasse. Ein Jahr später konnte sie die Meisterschaft auch in der nächsthöheren Klasse, der Jugendklasse, verbuchen. Hier siegte sie sowohl im Mehrkampf als auch am Sprung und am Boden.
Im November 1981 nahm die damals knapp 15-Jährige als jüngste deutsche Turnerin an der WM in Moskau teil und erreichte dort den 9. Platz mit der Mannschaft und kam in der Einzelwertung ins Finale der 36 besten Turnerinnen, wo sie am Ende Platz 32 belegte.
Yvonne Haug trat im Juni 1982 erstmals in der deutschen Eliteklasse an und wurde Deutsche Meisterin im Achtkampf und am Boden. Ferner belegte sie Platz 3 am Stufenbarren und Platz 4 am Schwebebalken. Dieser Erfolg war umso beachtlicher, als dass sie kurz vorher, im Mai desselben Jahres, einen Verkehrsunfall mit dem Mofa überstanden hatte, wobei sie allerdings keine ernsthaften Verletzungen erlitt.
Im Verlaufe des Jahres 1982 verbesserten sich ihre Leistungen weiter, unter anderem siegte sie in der Einzelwertung beim Länderkampf Deutschland gegen Ungarn am 27. November 1982. Ende des Jahres wurde sie bei der alljährlichen Leserumfrage der Berliner Morgenpost zu Berlins Sportlerin des Jahres gewählt.
Im Mai 1983 nahm Yvonne Haug an den Europameisterschaften in Göteborg/Schweden teil und wurde dort mit Platz 16 im Mehrkampf beste Deutsche, gemeinsam mit Anja Wilhelm. Bei den Deutschen Meisterschaften Mitte 1983 holte sie sich vier von fünf möglichen Titeln, im Achtkampf und an den Einzelgeräten.
Bei der Turn-Weltmeisterschaft 1983 in Budapest, die gleichzeitig Qualifikation für die Olympischen Spiele 1984 in Los Angeles war, wurde Yvonne Haug auf Platz 19 der Einzelwertung die beste westeuropäische Turnerin hinter den Ostblock-Turnerinnen, die damals unangefochten an der Spitze standen. So hatte sie großen Anteil daran, dass sich die bundesdeutsche Turnerinnen-Riege am Ende mit Platz 8 für Olympia 1984 qualifizieren konnten.
Ende 1983 wurde sie erneut zu Berlins Sportlerin des Jahres gewählt.
Nach Querelen mit dem Turn-Bundestrainer Vladimir Prorok und der DTB-Spitze trat Haug im März 1984 vom aktiven Leistungssport zurück. Damit nahm sie auch nicht mehr an den Olympischen Spielen in Los Angeles teil.
Nach ihrem Rücktritt spielte Yvonne Haug in der ZDF-Fernsehserie Eine Klasse für sich die Rolle der ambitionierten Turnerin Annika Delius.

## Karriere im Pole Sport
Seit 2009 betreibt Haug Pole Sport. 2011 erreichte sie in Hamburg den zweiten Platz bei den Deutschen Meisterschaften im Poledance. Im Juni 2014 wurde Yvonne Haug Deutsche Pole Sport Meisterin in der Klasse Elite Masters (+40), sie qualifizierte sich damit für die Weltmeisterschaften der International Pole Sports Federation (IPSF) im Juli 2014, bei denen sie Vizeweltmeisterin in ihrer Klasse wurde.
Im Mai 2015 qualifizierte sie sich als Deutsche Meisterin in Dortmund zum wiederholten Male für die Weltmeisterschaften des IPSF. Sie errang am 26. Juli 2015 in London mit einer überragenden Leistung von 35,78 Punkten den Weltmeistertitel in der Klasse Masters 40+.
Auch 2016 konnte sich Yvonne Haug als Deutsche Meisterin der OdPS (Organisation des Deutschen Pole Sport) in der Klasse 40+ wieder für die Weltmeisterschaften des IPSF (International Pole Sport Federation) qualifizieren. Sie verbesserte bei den Weltmeisterschaften der IPSF ihren bereits bestehenden Weltrekord und wurde mit großem Abstand und 48,1 Punkten zum wiederholten Male Weltmeisterin. In der Klasse Masters 40+ gilt sie mit einem Vizeweltmeister- und zwei Weltmeistertiteln als erfolgreichste Athletin.
Bei den Deutschen Pole Sport Meisterschaften im Mai 2017 trat Haug erstmals in der Altersklasse 50+ an und wurde zum vierten Male Deutsche Meisterin, sie holte zum wiederholten Male den Weltrekord, den sie um 14 Punkte auf 55,6 Punkte verbesserte. Bei den im niederländischen Herzogenbusch vom 30. Juni bis 2. Juli 2017 stattgefundenen IPSF-Weltmeisterschaften errang Haug in den Kategorien Pole Sport und Pole Artistic zwei Weltmeistertitel sowie einen weiteren Weltrekord (Pole Artistic).
Bei den Deutschen Meisterschaften wurde Yvonne Haug am 5. Mai 2018 zum fünften Mal Deutsche Meisterin im Pole Sport in ihrer Altersklasse. Sie qualifizierte sich damit für die Weltmeisterschaften der International Pole Sport Federation vom 13. bis 15. Juli 2018 im spanischen Tarragona in den Kategorien Pole Sport und Artistic Pole. Haug gewann in beiden Kategorien und verbesserte ihren eigenen Weltrekord in Artistic Pole mit 69,7 Punkten. Mit einem Vize- und sechs Weltmeistertiteln ist sie die erfolgreichste Pole Sportlerin. 
2024 war sie der erste Auftritt der Supertalent-Staffel.